# HD 132375
HD 132375，又名BD-04 3783，SAO 140256、HR 5583，是一颗恒星，视星等为6.09，位于銀經351.56，銀緯45.51，其B1900.0坐标为赤經14h 53m 40s，赤緯-4° 45.51′ 11″。